# Arnold Saalborn

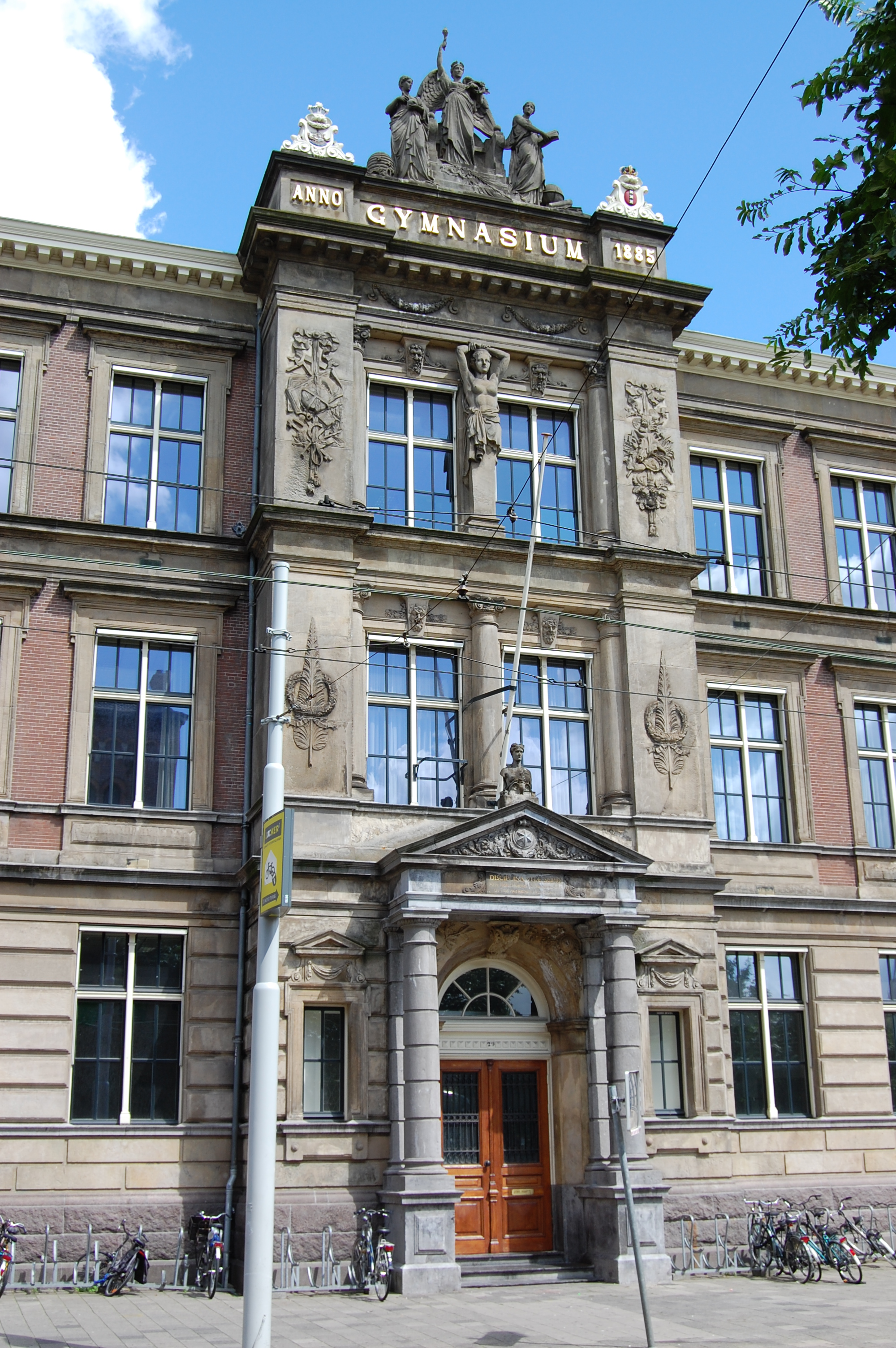
Barlaeus Gymnasium

Arnold Saalborn, eigenlijk Arnold Louis Bernard Zaalborn (Amsterdam, 30 november 1888 – Bussum, 15 februari 1973), was een Nederlands neerlandicus, docent, schrijver en literair vertaler.
Zijn vader was de toneelspeler en regisseur Alexander Zaalborn, Rus van geboorte, die in 1886 naar Nederland kwam en trouwde met de toneelspeelster Jeanne de Groot. Zijn broer was de acteur Louis Saalborn. 
Hij promoveerde in 1931 aan de Amsterdamse Gemeente Universiteit op een proefschrift over het sociale bewustzijn in de literatuur. Hij bezorgde proza en poëzie uit het werk van C.S. Adama van Scheltema (1930) en correspondentie van Jacob Israël de Haan (1957). Daarnaast verzorgde hij uitgaven van middeleeuws toneel, zoals Nyeuwervaert (1949) en Mariken van Nieumeghen (1950).  
Van 1926 tot 1953 was hij leraar aan het Barlaeus Gymnasium in Amsterdam, waar hij met zijn leerlingen tal van Griekse tragedies en ook Shakespeares Een Midzomernachtdroom en Vondels Lucifer opvoerde. Bekende leerlingen van Saalborn waren Jacques Gans, Willem Frederik Hermans, Reina Prinsen Geerligs, Eli Asser, Haya van Someren, Peter Oosthoek, Hans Boswinkel en Rudolf Geel.
Na zijn pensionering bij het Barlaeus gaf hij nog tot 1969 enkele uren per week Nederlands aan de gymnasium-afdeling van de Werkplaats Kindergemeenschap (bekend als "de school van Kees Boeke") in Bilthoven.

### Vertalingen
- Alexandra David-Néel, Pelgrims, rovers en demonen : een vrouw trekt door Tibet, Uitgeverij Meulenhoff, Amsterdam (1938)
- Salamon Dembitzer, De twee tuinen…, Uitgeverij Cohen Zonen, Amsterdam (1919)
- Panait Istrati, Het leven in, Uitgeverij Meulenhoff (1927)
- Boris Lavrenef, Russische vrouwen nu, Uitgeverij Meulenhoff, Amsterdam (1935)
- Reinholt Conrad Muschler, De onbekende, Uitgeverij Meulenhoff, Amsterdam (1935)
- Jitzgok Leib Perets, De kabbalisten, Uitgeverij Cohen Zonen, Amsterdam (1919)
- Russische en oostersche verhalen, Uitgeverij Tjeenk Willink, Zwolle (1926)
- Ivan Toergenjev, Vaders en zonen, Uitgeverij Meulenhoff, Amsterdam (1918)
- Vikenti Veresajev, Leonid Andrejev, De aarde neemt… Russische novellen, N.V. Uitgeversmaatschappij De Zonnebloem, Apeldoorn (1918)